# Жълтоглаво кралче
Жълтоглавото кралче (Regulus regulus ) е птица от семейство Кралчета. Тя е най-малката птица в България.

## Физически характеристики
Жълтоглавото кралче достига 9 cm. Мъжкият е маслиненозелен и с жълта глава с оранжево петно по средата, което не се среща при женската. Отдолу е сив, със зеленикав оттенък.

## Разпространение
Разпространена е в Европа и Азия. Среща се в планински иглолистни гори, а през зимата в равнините и дори в градските паркове.

## Начин на живот и хранене
Храни се с насекоми.

## Предимно местообитание
Най-често се среща в иглолистни гори в планините.
Гнездене:
Гнездото е от паяжини, мъх и лишеи сред клони на дърво. Снася 7 – 8 яйца, има 2 поколения годишно през периода април-юли.
Разпространение в България:
Среща се в Западните Родопи, Рила, Пирин, Витоша, Осоговска планина, Западна и Централна Стара планина.

## Миграция и зимуване
Постоянен вид.

## Заплахи
Интензификация на горското стопанство, унищожаване и увреждане на местообитанията при горскостопански дейности.

## Природозащитен статус в България
Не е застрашен.

## Размножаване
- Regulus regulus regulus
- Regulus regulus azoricus
- Regulus regulus inermis
- Regulus regulus teneriffae